# Liste der Brücken über die Birs
Die Liste der Brücken über die Birs enthält die Übergänge über die Birs von der Quelle bei Tavannes bis zur Mündung bei Birsfelden und Basel in den Rhein.

## Brückenliste
216 Übergänge überspannen den Fluss: 116 Strassen- und Feldwegbrücken, 54 Fussgängerbrücken, 24 Eisenbahnbrücken, 14 Wehrstege, vier Rohrträgerbrücken und vier weitere Überquerungen.

### Tal von Tavannes
67 Brücken und Stege überspannen den Fluss im Berner Jura von Tavannes bis Court.
| Bild | Name                                                      | Ort                  | Lage | Funktion | Konstruktion    | Material | Länge in m | Höhe m ü. M. | Bemerkungen |
| ---- | --------------------------------------------------------- | -------------------- | ---- | --- | --------------- | -------- | ---------- | ------------ | --- |
|      | A16-Brücke Anschluss 17 Tavannes (Pont de la Source)      | Tavannes             |      | Autostrassenbrücke (zweispurig)                                                                                                | Balkenbrücke    | Beton    | 175        | 762          | Eröffnet 1997 Höchstgeschwindigkeit 80 km/h |
|      | Unbenannte Brücke                                         | Tavannes             |      | Strassenbrücke (zweispurig) | Bachdurchlass   | Beton    | 6          | 761          | Höchstgeschwindigkeit 30 km/h Zufahrt zum Parkplatz der Schulmöbelfabrik Zesar AG. |
|      | Unbenannter Steg                                          | Tavannes             |      | Fussgängerbrücke | Balkenbrücke    | Holz     | 6          | 759          | Private Brücke Übergang zum Gebäude Rue de Pierre-Pertuis 47. |
|      | Unbenannte Brücke                                         | Tavannes             |      | Fabrikgelände mit Parkplätzen                                                                                                  | Bachdurchlass   | Beton    | 80         | 759          | Die erhaltenswerte Mühle wurde 1927/28 gebaut. |
|      | Unbenannte Brücke                                         | Tavannes             |      | Feldwegbrücke | Balkenbrücke    | Beton    | 6          | 756          | Private Brücke ohne Geländer mit Holzzaun. Zufahrt zum Gebäude Rue de Pierre-Pertuis 29. |
|      | Unbenannter Steg                                          | Tavannes             |      | Fussgängerbrücke | Balkenbrücke    | Beton    | 4          | 755          | Private Brücke Übergang zum Gebäude Rue de Pierre-Pertuis 29. |
|      | Unbenannter Steg                                          | Tavannes             |      | Fussgängerbrücke | Balkenbrücke    | Stahl    | 5          | 755          | Private Brücke Übergang zum Gebäude Rue de Pierre-Pertuis 25. |
|      | Rue du Mont-Brücke                                        | Tavannes             |      | Strassenbrücke (zweispurig) | Balkenbrücke    | Beton    | 35         | 755          | Höchstgeschwindigkeit 50 km/h |
|      | Chemin du Repos-Brücke                                    | Tavannes             |      | Strassenbrücke (zweispurig) | Balkenbrücke    | Beton    | 10         | 749          | Höchstgeschwindigkeit 50 km/h |
|      | Jurabahnen-Brücke                                         | Tavannes             |      | Eisenbahnbrücke (eingleisig)                                                                                                   | Balkenbrücke    | Beton    | 246        | 748          | Höchstgeschwindigkeit 60 km/h Bahnstrecke Tavannes-Tramelan, eröffnet 1884 |
|      | Unbenannte Brücke                                         | Tavannes             |      | Verwaltungsareal mit Parkplätzen                                                                                               | Bachdurchlass   | Beton    | 38         | 747          | Zufahrt zum Gebäude Route de Reconvilier 8. |
|      | SBB-Brücke                                                | Tavannes             |      | Eisenbahnbrücke (eingleisig)                                                                                                   | Bogenbrücke     | Stein    | 13         | 744          | Erhaltenswerte Steinbogenbrücke, gebaut 1876 Höchstgeschwindigkeit 80 km/h Bahnstrecke Sonceboz-Sombeval–Moutier |
|      | Unbenannter Steg                                          | Tavannes             |      | Fussgänger- und Velobrücke | Balkenbrücke    | Holz     | 105        | 744          | Gebaut 1994 Veloland-Route 64 Lötschberg–Jura (Etappe 3 Biel–Delémont) |
|      | La Vauche-Brücke                                          | Tavannes             |      | Strassenbrücke (zweispurig) | Balkenbrücke    | Beton    | 10         | 740          | |
|      | Route de Tavannes-Brücke                                  | Reconvilier          |      | Strassenbrücke (einspurig) | Balkenbrücke    | Beton    | 8          | 738          | Veloland-Route 64 Lötschberg–Jura (Etappe 3 Biel–Delémont) |
|      | SBB-Brücke                                                | Reconvilier          |      | Eisenbahnbrücke (eingleisig)                                                                                                   | Bogenbrücke     | Stein    | 10         | 738          | Gebaut 1876 Höchstgeschwindigkeit 80 km/h Bahnstrecke Sonceboz-Sombeval–Moutier |
|      | Route Principale-Brücke                                   | Reconvilier          |      | Strassenbrücke (zweispurig) mit Trottoir                                                                                       | Bogenbrücke     | Beton    | 10         | 738          | Höchstgeschwindigkeit 60 km/h MOBIJU-Buslinie 61 (Tavannes – Les Genevez) |
|      | Unbenannter Steg                                          | Reconvilier          |      | Feldwegbrücke | Balkenbrücke    | Beton    | 8          | 738          | |
|      | Unbenannte Brücke                                         | Reconvilier          |      | Feldwegbrücke | Balkenbrücke    | Beton    | 8          | 735          | Brücke mit Holzgeländer |
|      | Rue du Bruye-Brücke                                       | Reconvilier          |      | Strassenbrücke (zweispurig) mit Trottoir                                                                                       | Balkenbrücke    | Beton    | 12         | 735          | Höchstgeschwindigkeit 40 km/h Veloland-Route 64 Lötschberg–Jura (Etappe 3 Biel–Delémont) |
|      | Unbenannter Steg                                          | Reconvilier          |      | Wehrbrücke | Balkenbrücke    | Beton    | 10         | 734          | Private Brücke ohne Geländer |
|      | La Fiose-Brücke                                           | Reconvilier          |      | Strassenbrücke (einspurig) | Balkenbrücke    | Beton    | 10         | 732          | Sackgasse mit Wendekreis Höchstgeschwindigkeit 40 km/h |
|      | Petit Marais-Brücke                                       | Reconvilier          |      | Strassenbrücke (einspurig) | Balkenbrücke    | Beton    | 8          | 731          | Sackgasse mit Parkplatz und Zufahrt zum Park Petit Marais Höchstgeschwindigkeit 40 km/h |
|      | SBB-Brücke                                                | Reconvilier          |      | Eisenbahnbrücke (eingleisig)                                                                                                   | Balkenbrücke    | Beton    | 6          | 731          | Höchstgeschwindigkeit 80 km/h Bahnstrecke Sonceboz-Sombeval–Moutier |
|      | Le Moulin-Brücke                                          | Loveresse            |      | Strassenbrücke (einspurig) | Balkenbrücke    | Beton    | 6          | 721          | Sackgasse Höchstgeschwindigkeit 50 km/h |
|      | Grand Nods-Brücke (Überführung Loveresse)                 | Loveresse            |      | Strassenbrücke (zweispurig) mit Trottoir                                                                                       | Balkenbrücke    | Beton    | 105        | 717          | Plattenbalkenbrücke Höchstgeschwindigkeit 80 km/h |
|      | SBB-Brücke                                                | Loveresse            |      | Eisenbahnbrücke (eingleisig)                                                                                                   | Balkenbrücke    | Beton    | 15         | 717          | Höchstgeschwindigkeit 90 km/h Bahnstrecke Sonceboz-Sombeval–Moutier |
|      | Pont Sapin-Brücke                                         | Loveresse – Pontenet |      | Strassenbrücke (einspurig) | Bogenbrücke     | Stein    | 17         | 713          | Erhaltenswerte Steinbogenbrücke, gebaut frühes 19. Jh. Kantonales Kulturgut, Baudenkmal Nr. 531 Fahrverbot für Motorwagen und Motorräder: Landwirtschaftlicher Verkehr und Anwohner gestattet Höchstgeschwindigkeit 50 km/h |
|      | SBB-Brücke                                                | Loveresse – Pontenet |      | Eisenbahnbrücke (eingleisig)                                                                                                   | Balkenbrücke    | Beton    | 15         | 713          | Höchstgeschwindigkeit 90 km/h Bahnstrecke Sonceboz-Sombeval–Moutier |
|      | Unbenannte Brücke                                         | Pontenet             |      | Fussgänger- und Velobrücke | Gedeckte Brücke | Holz     | 20         | 712          | Gedeckte Holzbrücke aus Lärche, gebaut 2013 Veloland-Route 64 Lötschberg–Jura (Etappe 3 Biel–Delémont) |
|      | Rue de la Ravière-Brücke                                  | Pontenet             |      | Strassenbrücke (einspurig) | Balkenbrücke    | Beton    | 10         | 709          | Fahrverbot für Motorwagen und Motorräder: Anwohner gestattet Höchstgeschwindigkeit 50 km/h Veloland-Route 64 Lötschberg–Jura (Etappe 3 Biel–Delémont)                                                                       |
|      | SBB-Brücke                                                | Pontenet             |      | Eisenbahnbrücke (eingleisig)                                                                                                   | Bogenbrücke     | Stein    | 15         | 709          | Gebaut 1876 Höchstgeschwindigkeit 90 km/h Bahnstrecke Sonceboz-Sombeval–Moutier |
|      | Unbenannte Brücke (Rue Principale–Moulin)                 | Pontenet             |      | Strassenbrücke (Verkehrskreisel)                                                                                               | Balkenbrücke    | Beton    | 35         | 709          | Veloland-Route 64 Lötschberg–Jura (Etappe 3 Biel–Delémont) Die Kreiselskulptur von 2009 symbolisiert eine Brücke über die Birs, die nun vom Kreisel überdeckt ist.                                                          |
|      | Unbenannter Steg                                          | Malleray             |      | Fussgängerbrücke | Balkenbrücke    | Holz     | 8          | 702          | Übergang ist nicht behindertengerecht (Treppen). |
|      | La Gérine-Brücke                                          | Malleray             |      | Strassenbrücke (zweispurig) mit Trottoirs                                                                                      | Balkenbrücke    | Beton    | 10         | 701          | Saniert 2020 Höchstgeschwindigkeit 60 km/h |
|      | Rue du Pont-Brücke                                        | Malleray             |      | Strassenbrücke (zweispurig) mit Trottoir und Rohrleitungen an der Brückenseite                                                 | Bogenbrücke     | Stein    | 12         | 697          | Erhaltenswerte Steinbogenbrücke, gebaut 1755, renoviert 1914 Höchstgeschwindigkeit 50 km/h Wanderweg |
|      | Unbenannter Steg                                          | Malleray             |      | Fussgängerbrücke | Balkenbrücke    | Beton    | 18         | 694          | Allgemeines Fahrverbot |
|      | Unbenannter Steg                                          | Malleray             |      | Fussgängerbrücke | Balkenbrücke    | Stahl    | 15         | 694          | Private Brücke Übergang zum Gebäude Grand-Rue 19. |
|      | Rue du Collège-Brücke                                     | Malleray             |      | Strassenbrücke (zweispurig) | Balkenbrücke    | Beton    | 12         | 694          | Höchstgeschwindigkeit 50 km/h |
|      | Les Vannes-Brücke                                         | Bévilard             |      | Strassenbrücke (zweispurig) mit Rohrleitung an der Brückenseite                                                                | Balkenbrücke    | Beton    | 14         | 691          | Saniert 2016–2019 Höchstgeschwindigkeit 30 km/h |
|      | Unbenannter Steg                                          | Bévilard             |      | Fussgängerbrücke | Balkenbrücke    | Beton    | 8          | 690          | |
|      | Le Grand Clos 2 Annex                                     | Bévilard             |      | Gebäude-«Brücke» | Bachdurchlass   | Beton    | 6          | 690          | |
|      | Route de Montoz-Brücke                                    | Bévilard             |      | Strassenbrücke (zweispurig) mit Trottoirs und Rohrleitung an der Brückenseite                                                  | Balkenbrücke    | Beton    | 10         | 689          | Höchstgeschwindigkeit 30 km/h |
|      | Unbenannter Steg                                          | Bévilard             |      | Fussgängerbrücke | Balkenbrücke    | Holz     | 8          | 689          | Brücke mit Gummiboden Fussweg: Velos gestattet Metallpoller dienen als Durchfahrtssperre. Wanderweg |
|      | Unbenannte Brücke                                         | Bévilard             |      | Strassenbrücke (zweispurig) mit Trottoirs, Parkplätzen, Fussgängerstreifen, Mittelstreifen und Rohrleitung an der Brückenseite | Balkenbrücke    | Beton    | 10         | 689          | Höchstgeschwindigkeit 50 km/h |
|      | Route Cantonale-Brücke                                    | Bévilard             |      | Strassenbrücke (zweispurig) mit Trottoirs                                                                                      | Bachdurchlass   | Beton    | 80         | 689          | Höchstgeschwindigkeit 60 km/h |
|      | Route Cantonale-Brücke                                    | Bévilard             |      | Strassenbrücke (zweispurig) mit Velostreifen und schmalen Trottoirs                                                            | Balkenbrücke    | Beton    | 450        | 685          | Höchstgeschwindigkeit 80 km/h |
|      | Unbenannte Brücke                                         | Sorvilier            |      | Feldwegbrücke | Balkenbrücke    | Beton    | 19         | 682          | |
|      | Unbenannte Brücke                                         | Sorvilier            |      | Strassenbrücke (zweispurig) | Bogenbrücke     | Stein    | 11         | 679          | Erhaltenswerte Steinbogenbrücke, gebaut 1773 Auf dem Schlussstein sind das bischöfliche Wappen und die Jahreszahl «1773» eingemeisselt. Höchstgeschwindigkeit 50 km/h                                                       |
|      | Unbenannter Steg                                          | Sorvilier            |      | Fussgängerbrücke mit Rohrleitung an der Brückenseite                                                                           | Balkenbrücke    | Beton    | 12         | 679          | |
|      | Unbenannter Steg                                          | Sorvilier            |      | Fussgängerbrücke mit Rohrleitung an der Brückenseite                                                                           | Fachwerkbrücke  | Stahl    | 16         | 678          | Erhaltenswerte Fachwerkbrücke mit Holzboden, gebaut um 1915 Kantonales Kulturgut, Baudenkmal Nr. 407 Verbot für Tiere (Pferd) Wanderweg                                                                                     |
|      | Les Auvattes-Brücke                                       | Sorvilier            |      | Feldwegbrücke | Balkenbrücke    | Beton    | 12         | 675          | Brücke ohne Geländer |
|      | Unbenannte Brücke                                         | Sorvilier            |      | Feldwegbrücke | Balkenbrücke    | Beton    | 12         | 674          | Brücke ohne Geländer Auf der rechten Flussseite befindet sich das national geschützte Amphibienlaichgebiet Cornez de la Mairie.                                                                                             |
|      | Unbenannte Brücke                                         | Court                |      | Feldwegbrücke | Balkenbrücke    | Beton    | 10         | 670          | Flussaufwärts auf der rechten Flussseite befindet sich das national geschützte Amphibienlaichgebiet Vieille Birse. |
|      | Unbenannter Steg                                          | Court                |      | Fussgängerbrücke | Balkenbrücke    | Beton    | 10         | 667          | |
|      | Rue de la Valle-Brücke                                    | Court                |      | Strassenbrücke (zweispurig) | Balkenbrücke    | Beton    | 15         | 666          | Höchstgeschwindigkeit 50 km/h Wanderweg |
|      | Unbenannte Brücke                                         | Court                |      | Strassenbrücke (zweispurig) | Balkenbrücke    | Beton    | 10         | 664          | Höchstgeschwindigkeit 50 km/h Wanderweg |
|      | Unbenannter Steg                                          | Court                |      | Fussgängerbrücke | Balkenbrücke    | Beton    | 15         | 664          | Allgemeines Fahrverbot Verbot für Tiere (Pferd) |
|      | Unbenannter Steg                                          | Court                |      | Fussgängerbrücke | Balkenbrücke    | Beton    | 14         | 664          | Brücke ohne Geländer |
|      | SBB-Brücke                                                | Court                |      | Eisenbahnbrücke (eingleisig)                                                                                                   | Balkenbrücke    | Beton    | 26         | 662          | Gebaut 1876 Höchstgeschwindigkeit 80 km/h Bahnstrecke Sonceboz-Sombeval–Moutier |
|      | Rue des Gorges-Brücke                                     | Court                |      | Strassenbrücke (einspurig) | Balkenbrücke    | Beton    | 12         | 662          | Sackgasse mit Wendekreis Höchstgeschwindigkeit 50 km/h |
|      | Messstation-Steg                                          | Court                |      | Fussgängerbrücke | Balkenbrücke    | Stahl    | 10         | 661          | Private Brücke Hydrologische Messstation Nr. A004 des Amts für Wasser und Abfall des Kantons Bern |
|      | Unbenannte Brücke                                         | Court                |      | Fussgänger- und Velobrücke | Balkenbrücke    | Beton    | 20         | 661          | Brücke mit Metallgeländer, gebaut 2014 Veloland-Route 64 Lötschberg–Jura (Etappe 3 Biel–Delémont) |
|      | Route des Gorges-Brücke                                   | Court                |      | Strassenbrücke (zweispurig) | Balkenbrücke    | Beton    | 20         | 660          | Gebaut um 1960 Überholen verboten Höchstgeschwindigkeit 80 km/h Veloland-Route 64 Lötschberg–Jura (Etappe 3 Biel–Delémont)                                                                                                  |
|      | Gorges de Court-Brücke                                    | Court                |      | Strassenbrücke (einspurig), dient heute Fussgängern                                                                            | Bogenbrücke     | Stein    | 8          | 660          | Historische Steinbogenbrücke aus dem 19. Jh., umfassend saniert 2015 vom Steinmetzverband Nordwestschweiz |
|      | Tunnel des Gorges-Brücke (A16 Autobahnanschluss 15 Court) | Court                |      | Strassenbrücke (zweispurig) | Balkenbrücke    | Beton    | 90         | 660          | Fertiggestellt 2007 Verbot für Fahrräder und Motorfahrräder Verbot für Fussgänger Höchstgeschwindigkeit 50 km/h |
|      | Unbenannter Steg                                          | Court                |      | Wehrbrücke | Balkenbrücke    | Stahl    | 15         | 658          | Private Brücke mit Treppen und Holzsteg |

### Tal von Moutier
39 Brücken und Stege überspannen den Fluss in Moutier und Roches.
| Bild | Name                                              | Ort     | Lage | Funktion | Konstruktion             | Material    | Länge in m | Höhe m ü. M. | Bemerkungen |
| ---- | ------------------------------------------------- | ------- | ---- | --- | ------------------------ | ----------- | ---------- | ------------ | --- |
|      | Quartier de la Verrerie-Brücke                    | Moutier |      | Strassenbrücke (zweispurig) mit schmalen Trottoirs | Balkenbrücke             | Beton       | 40         | 624          | Gebaut 1938/39 Überholen verboten Höchstgeschwindigkeit 80 km/h Veloland-Route 64 Lötschberg–Jura (Etappe 3 Biel–Delémont) |
|      | Unbenannter Steg                                  | Moutier |      | Fussgängerbrücke | Balkenbrücke             | Holz        | 20         | 624          | Brücke mit Metallgeländer Übergang ist nicht behindertengerecht (Treppen). Wanderland-Route 80 ViaJura (Etappe 5 Moutier–Sornetan) und Route 416 Chemin de Champoz (Moutier–Moutier)                                                                   |
|      | Quartier de la Verrerie-Brücke                    | Moutier |      | Strassenbrücke (zweispurig) mit Trottoirs und Velostreifen | Balkenbrücke             | Beton       | 40         | 586          | Gebaut 1938/39 Überholen verboten Höchstgeschwindigkeit 80 km/h Veloland-Route 64 Lötschberg–Jura (Etappe 3 Biel–Delémont) Ein Fussgängersteg unterquert die Brücke auf der rechten Flussseite.                                                        |
|      | Alte Quartier de la Verrerie-Brücke               | Moutier |      | Strassenbrücke (einspurig) | Bogenbrücke              | Stein       | 20         | 584          | Historische Steinbogenbrücke |
|      | Unbenannter Steg                                  | Moutier |      | Fussgängerbrücke mit Rohrleitung | Balkenbrücke             | Stahl       | 15         | 579          | Brücke ist abgesperrt Fussboden fehlt: Durchgang untersagt |
|      | Route Principale-Brücke (Quartier de la Verrerie) | Moutier |      | Strassenbrücke (zweispurig) mit Trottoir und Velostreifen | Balkenbrücke             | Beton       | 30         | 577          | Überholen verboten Höchstgeschwindigkeit 80 km/h Veloland-Route 64 Lötschberg–Jura (Etappe 3 Biel–Delémont) |
|      | Les Evalins-Brücke                                | Moutier |      | Strassenbrücke (zweispurig) mit abgetrenntem Trottoir | Balkenbrücke             | Beton       | 15         | 549          | Sackgasse Schleudergefahr bei vereister Fahrbahn Höchstgeschwindigkeit 60 km/h, Höchstgewicht 28 t Wanderweg |
|      | Quartier des Laives-Brücke                        | Moutier |      | Strassenbrücke (dreispurig) mit Trottoir, einspurig Fahrtrichtung Autobahnanschluss A16 Moutier-Süd 14, zweispurig Fahrtrichtung Moutier mit Abzweigspur zur AGC Glaserei | Balkenbrücke             | Beton       | 25         | 542          | Höchstgeschwindigkeit 60 km/h |
|      | Rue Industrielle-Brücke                           | Moutier |      | Strassenbrücke (zweispurig) | Balkenbrücke             | Beton       | 12         | 542          | Sackgasse Fahrverbot für Motorwagen und Motorräder Höchstgeschwindigkeit 60 km/h |
|      | Unbenannter Steg                                  | Moutier |      | Wehrbrücke | Balkenbrücke             | Stahl       | 15         | 540          | Private Brücke mit Holzboden und Treppen Zutritt für Unbefugte verboten |
|      | Tornos-Brücke (Süd)                               | Moutier |      | Strassenbrücke (zweispurig) | Balkenbrücke             | Beton       | 10         | 540          | Verbot für Lastwagen Höchstgeschwindigkeit 20 km/h Der Werkzeugmaschinenhersteller Tornos wurde 1914 gegründet. |
|      | Tornos-Brücke (Nord)                              | Moutier |      | Strassenbrücke (zweispurig) | Balkenbrücke             | Beton       | 25         | 536          | Verbot für Lastwagen Höchstgeschwindigkeit 20 km/h |
|      | Rue des Oeuches-Brücke                            | Moutier |      | Strassenbrücke (zweispurig) mit Trottoir, Fussgängerstreifen und Rohrleitung an der Brückenseite                                                                          | Balkenbrücke             | Beton       | 15         | 534          | Höchstgeschwindigkeit 60 km/h, Höchstgewicht 28 t Wanderland-Route 80 ViaJura (Etappe 5 Moutier–Sornetan), Route 91 Chemin du Jura bernois (Etappe 1 Moutier–Sornetan) und Route 416 Chemin de Champoz (Moutier–Moutier)                               |
|      | Rue de l'Ecluse-Brücke                            | Moutier |      | Strassenbrücke (zweispurig) | Balkenbrücke             | Beton       | 15         | 533          | Höchstgeschwindigkeit 60 km/h, Höchstgewicht 3,5 t |
|      | Unbenannte Überführung                            | Moutier |      | Fussgängerbrücke | Gebäude-«Brücke»         | Beton Glas  | 30         | 531          | Gedeckte Fussgänger-Passerelle, gebaut 2005 Zugang über die Rue Industrielle zur Lidl-Filiale Moutier |
|      | Unbenannte Brücke                                 | Moutier |      | Tankstellen-«Brücke» | Bachdurchlass            | Beton       | 40         | 531          | |
|      | Kreuzung Garage Balmer-Brücke (Rue de l'Ecluse)   | Moutier |      | Strassenbrücke (zweispurig) | Balkenbrücke             | Beton       | 8          | 531          | Renoviert 2010 Höchstgeschwindigkeit 60 km/h |
|      | Unbenannter Steg                                  | Moutier |      | Fussgängerbrücke | Balkenbrücke             | Stahl       | 10         | 529          | Brücke mit Holzsteg und abschliessbarem Tor |
|      | Unbenannter Steg                                  | Moutier |      | Fussgängerbrücke | Balkenbrücke             | Beton       | 10         | 529          | Brücke mit abschliessbarem Tor Übergang ist nicht behindertengerecht (Treppe). Zugang zum Gebäude Rue de l'Ecluse 2. |
|      | Rue du Clos-Brücke                                | Moutier |      | Strassenbrücke (zweispurig) mit Trottoirs und Fussgängerstreifen | Balkenbrücke             | Beton       | 10         | 529          | Höchstgeschwindigkeit 60 km/h |
|      | Unbenannter Steg                                  | Moutier |      | Fussgängerbrücke | Balkenbrücke             | Beton       | 10         | 526          | Brücke mit blauem Metallgeländer Allgemeines Fahrverbot |
|      | Rue du Midi-Brücke                                | Moutier |      | Fussgängerbrücke | Balkenbrücke             | Beton       | 10         | 525          | Allgemeines Fahrverbot Wanderland-Route 80 ViaJura (Etappe 5 Moutier–Sornetan), Route 91 Chemin du Jura bernois (Etappe 1 Moutier–Sornetan) und Route 416 Chemin de Champoz (Moutier–Moutier)                                                          |
|      | Rue Centrale-Brücke                               | Moutier |      | Strassenbrücke (zweispurig) | Balkenbrücke             | Beton       | 10         | 525          | Höchstgeschwindigkeit 50 km/h, Höchstgewicht 28 t Wanderland-Route 80 ViaJura (Etappe 5 Moutier–Sornetan), Route 91 Chemin du Jura bernois (Etappe 1 Moutier–Sornetan) und Route 416 Chemin de Champoz (Moutier–Moutier)                               |
|      | Unbenannter Steg                                  | Moutier |      | Fussgängerbrücke | Balkenbrücke             | Stahl       | 8          | 525          | Private Brücke mit Holzsteg und abschliessbarem Tor |
|      | Unbenannter Steg                                  | Moutier |      | Fussgängerbrücke | Balkenbrücke             | Stahl       | 7          | 524          | Brücke mit abschliessbarem Tor Zugang zum Gebäude Rue Centrale 21. |
|      | Rue de l'Est-Brücke                               | Moutier |      | Strassenbrücke (zweispurig) mit Trottoir | Balkenbrücke             | Beton       | 12         | 524          | Höchstgeschwindigkeit 50 km/h Grosse Plakatwand am Brückengeländer: Reserviert für lokale Vereine |
|      | Unbenannte Brücke                                 | Moutier |      | Strassenbrücke (zweispurig) | Balkenbrücke             | Beton       | 10         | 524          | Höchstgeschwindigkeit 50 km/h Zufahrtsstrasse zu privatem Parkplatz |
|      | Avenue de la Gare-Brücke                          | Moutier |      | Strassenbrücke (zweispurig) mit Trottoirs | Balkenbrücke             | Beton       | 18         | 524          | Höchstgeschwindigkeit 50 km/h Grosse Plakatwand am Brückengeländer: Reserviert für lokale Vereine |
|      | Unbenannter Steg                                  | Moutier |      | Fussgängerbrücke | Balkenbrücke             | Beton       | 10         | 521          | Brücke mit blauem Metallgeländer Allgemeines Fahrverbot Wanderweg |
|      | Rue de Soleure-Brücke                             | Moutier |      | Strassenbrücke (zweispurig) mit Trottoirs und Fussgängerstreifen | Bogenbrücke              | Stein       | 10         | 520          | Modernisierte Steinbogenbrücke mit blauem Metallgeländer Höchstgeschwindigkeit 50 km/h PostAuto-Buslinien 8 (Charmoille – Delémont – Courrendlin – Moutier) und 22 (Moutier – Belprahon – (Corcelles BE))                                              |
|      | Messstation-Steg                                  | Moutier |      | Fussgängerbrücke | Fachwerkbrücke           | Stahl       | 18         | 518          | Private Brücke mit Schloss und Kette Die hydrometrische Messstation Birse - Moutier, La Charrue (2122) vom Bundesamt für Umwelt (BAFU) befindet sich bei der Brücke. Einstieg zum «Arête Spéciale» Klettersteig                                        |
|      | Unbenannter Steg                                  | Moutier |      | Wehrbrücke | Balkenbrücke             | Beton       | 60         | 506          | Wehrübergang |
|      | SBB-Brücke                                        | Moutier |      | Eisenbahnbrücke (eingleisig) | Balkenbrücke             | Beton       | 70         | 506          | Höchstgeschwindigkeit 95 km/h Bahnstrecke Basel–Biel, eröffnet 1876 |
|      | Combe du Pont-Brücke (Rue des Gorges)             | Moutier |      | Strassenbrücke (zweispurig) mit Parkplatz | Balkenbrücke Bogenbrücke | Beton Stein | 38         | 501          | Moderne Betonbrücke führt schräg über den Unterbau einer Steinbogenbrücke aus dem 19. Jh. Höchstgeschwindigkeit 60 km/h Veloland-Route 64 Lötschberg–Jura (Etappe 3 Biel–Delémont) PostAuto-Buslinie 8 (Charmoille – Delémont – Courrendlin – Moutier) |
|      | Unbenannte Brücke                                 | Roches  |      | Feldwegbrücke | Balkenbrücke             | Beton       | 16         | 494          | Brücke mit Kette |
|      | Bas du Village-Brücke                             | Roches  |      | Strassenbrücke (zweispurig) mit Trottoirs | Balkenbrücke             | Beton       | 15         | 489          | Höchstgeschwindigkeit 50 km/h Wanderweg |
|      | Unbenannte Brücke                                 | Roches  |      | Strassenbrücke (einspurig) | Balkenbrücke             | Beton       | 14         | 486          | Brücke mit Metallgeländer Höchstgeschwindigkeit 50 km/h |
|      | Unbenannte Brücke                                 | Roches  |      | Strassenbrücke (zweispurig) | Balkenbrücke             | Beton       | 12         | 483          | Brücke mit Metallgeländer Sackgasse Höchstgeschwindigkeit 50 km/h Zufahrt zur SEME Kläranlage, eröffnet 1984 |
|      | Unbenannte Brücke                                 | Roches  |      | Feldwegbrücke mit Rohrleitungen an den Brückenseiten | Balkenbrücke             | Beton       | 15         | 481          | Brücke ohne Geländer |

### Bezirk Delsberg
30 Brücken und Stege überspannen den Fluss im Kanton Jura von Choindez bis Soyhières.
| Bild | Name                                    | Ort                  | Lage | Funktion                                                                      | Konstruktion   | Material | Länge in m | Höhe m ü. M. | Bemerkungen |
| ---- | --------------------------------------- | -------------------- | ---- | ----------------------------------------------------------------------------- | -------------- | -------- | ---------- | ------------ | --- |
|      | La Roche Saint-Jean-Brücke (Süd)        | Choindez             |      | Strassenbrücke (zweispurig) mit Velostreifen                                  | Balkenbrücke   | Beton    | 71         | 476          | Eröffnet Oktober 2016 Höchstgeschwindigkeit 50 km/h Veloland-Route 64 Lötschberg–Jura (Etappe 3 Biel–Delémont) PostAuto-Buslinie 8 (Charmoille – Delémont – Courrendlin – Moutier) |
|      | La Roche Saint-Jean-Brücke (Nord)       | Choindez             |      | Strassenbrücke (zweispurig) mit Velostreifen und Trottoirs                    | Balkenbrücke   | Beton    | 40         | 475          | Eröffnet Oktober 2016 Höchstgeschwindigkeit 60 km/h Veloland-Route 64 Lötschberg–Jura (Etappe 3 Biel–Delémont) |
|      | Rohrleitungsträger-Brücke               | Choindez             |      | Rohrleitungsbrücke                                                            | Balkenbrücke   | Stahl    | 20         | 474          | |
|      | Unbenannte Brücke                       | Choindez             |      | Strassenbrücke (zweispurig)                                                   | Balkenbrücke   | Beton    | 15         | 472          | Brücke mit Barriere Privatareal der Eisengiesserei Von Roll: Zutritt verboten |
|      | Unbenannte Brücke                       | Choindez             |      | Röhrenlager-Brücke                                                            | Balkenbrücke   | Stahl    | 120        | 472          | Lagerung von Gusseisen-Röhren der Eisengiesserei Von Roll. |
|      | Unbenannter Steg                        | Choindez             |      | Wehrbrücke                                                                    | Balkenbrücke   | Stahl    | 18         | 471          | Private Brücke der Eisengiesserei Von Roll. |
|      | Unbenannte Brücke                       | Choindez             |      | Strassenbrücke (zweispurig)                                                   | Balkenbrücke   | Beton    | 15         | 470          | Brücke mit abschliessbarem Tor auf dem Eisengiesserei-Areal Von Roll. |
|      | Von Roll-Fabrikgebäude                  | Choindez             |      | Gebäude-«Brücke»                                                              | Bachdurchlass  | Beton    | 140        | 470          | Die Metallgiesserei produzierte Gusseisenröhren von 1846 bis 2018. |
|      | Unbenannter Steg                        | Choindez             |      | Fussgängerbrücke                                                              | Balkenbrücke   | Holz     | 20         | 449          | |
|      | Unbenannter Steg                        | Courrendlin          |      | Wehrbrücke                                                                    | Balkenbrücke   | Stahl    | 25         | 446          | Private Brücke mit Treppen |
|      | Rue de la Prévôté-Brücke                | Courrendlin          |      | Strassenbrücke (einspurig)                                                    | Bogenbrücke    | Stein    | 20         | 437          | Vortritt vor dem Gegenverkehr (Fahrtrichtung West) Dem Gegenverkehr Vortritt lassen (Fahrtrichtung Ost) Höchstgeschwindigkeit 50 km/h, Höchstgewicht 3,5 t Wanderweg |
|      | Rue du Gros Go-Brücke («Pont Jaune»)    | Courrendlin          |      | Fussgängerbrücke                                                              | Balkenbrücke   | Beton    | 28         | 436          | Brücke mit gelbem Metallgeländer Fahrverbot für Motorwagen, Motorräder und Motorfahrräder Hinweistafel: Bitte Hunde an der Leine führen! |
|      | Route de Châtillon-Brücke               | Courrendlin          |      | Strassenbrücke (zweispurig) mit Trottoirs und Rohrleitung an der Brückenseite | Balkenbrücke   | Beton    | 17         | 434          | Höchstgeschwindigkeit 50 km/h |
|      | Rue du 23-Juin-Brücke                   | Courrendlin          |      | Strassenbrücke (zweispurig) mit Trottoirs                                     | Bogenbrücke    | Stein    | 23         | 429          | Gebaut 1929 Ein imposantes Kreuz aus Stein ist in der Mitte des Südgeländers integriert. Höchstgeschwindigkeit 50 km/h Veloland-Route 64 Lötschberg–Jura (Etappe 3 Biel–Delémont) Wanderweg PostAuto-Buslinie 8 (Charmoille – Delémont – Courrendlin – Moutier)                                       |
|      | Unbenannte Brücke                       | Courrendlin          |      | Fussgänger- und Velobrücke                                                    | Balkenbrücke   | Stahl    | 24         | 428          | Brücke mit Edelstahlgeländer, gebaut 2017 Gemeinsamer Rad- und Fussweg Höchstgewicht 2 t, ausschliesslich für Wartungsfahrzeuge Metallpoller dienen als Durchfahrtssperre. |
|      | Unbenannte Brücke                       | Courrendlin          |      | Feldwegbrücke                                                                 | Balkenbrücke   | Beton    | 25         | 421          | Brücke mit Metallgeländer |
|      | Unbenannter Steg                        | Courrendlin          |      | Fussgängerbrücke                                                              | Balkenbrücke   | Beton    | 15         | 418          | Brücke mit Holzsteg Allgemeines Fahrverbot Verbot für Tiere (Pferd) |
|      | A16-Brücke (Transjurane)                | Courrendlin          |      | Autobahnbrücke (sechsspurig)                                                  | Balkenbrücke   | Beton    | 60         | 417          | Eröffnet 2016 Höchstgeschwindigkeit 100 km/h |
|      | Rue du 23-Juin-Brücke                   | Courroux             |      | Strassenbrücke (zweispurig) mit Trottoirs und Velostreifen 250.2              | Balkenbrücke   | Beton    | 25         | 411          | Höchstgeschwindigkeit 50 km/h PostAuto-Buslinie 7 (Delémont – Vicques – Montsevelier) |
|      | Unbenannte Brücke                       | Delémont – Courroux  |      | Strassenbrücke (einspurig)                                                    | Fachwerkbrücke | Stahl    | 20         | 407          | Private Brücke auf dem Von Roll Les Rondez-Areal. Metallbarriere auf der Südseite mit Hinweistafeln: Betreten und Befahren für Unbefugte verboten / Dieses Grundstück wird videoüberwacht. Auf der rechten Flussseite befindet sich das national geschützte Amphibienlaichgebiet Le Colliard.         |
|      | Unbenannte Brücke                       | Delémont – Courroux  |      | Eisenbahnbrücke (eingleisig)                                                  | Fachwerkbrücke | Stahl    | 20         | 405          | Stillgelegte Werkbrücke der Von Roll in Les Rondez. Auf der rechten Flussseite befindet sich das national geschützte Amphibienlaichgebiet Le Colliard. |
|      | Lévy-Steg                               | Delémont – Courroux  |      | Fussgänger- und Velobrücke                                                    | Balkenbrücke   | Beton    | 40         | 404          | Gebaut 1929 Mountainbike-Route 3 Jura Bike (Etappe 2 Laufen–Delémont) Veloland-Route 23 Basel–Franches-Montagnes (Etappe 1 Basel–Delémont) Wanderland-Route 80 ViaJura (Etappe 4 Delémont–Moutier) Auf der rechten Flussseite befindet sich das national geschützte Amphibienlaichgebiet Le Colliard. |
|      | Unbenannte Brücke                       | Delémont – Courroux  |      | Strassenbrücke (zweispurig)                                                   | Balkenbrücke   | Beton    | 30         | 397          | Veloland-Route 23 Basel–Franches-Montagnes (Etappe 1 Basel–Delémont) |
|      | Unbenannte Brücke                       | Delémont – Courroux  |      | Strassenbrücke (zweispurig) mit Trottoirs                                     | Balkenbrücke   | Beton    | 60         | 395          | Höchstgeschwindigkeit 40 km/h Veloland-Route 23 Basel–Franches-Montagnes (Etappe 1 Basel–Delémont) |
|      | Unbenannte Brücke                       | Soyhières – Courroux |      | Strassenbrücke (einspurig) mit Trottoir                                       | Balkenbrücke   | Beton    | 40         | 395          | Veloland-Route 23 Basel–Franches-Montagnes (Etappe 1 Basel–Delémont) |
|      | Le Bois du Treuil-Brücke                | Soyhières – Courroux |      | Strassenbrücke (zweispurig)                                                   | Balkenbrücke   | Stahl    | 40         | 392          | Zufahrt zur SEDE Delémont Kläranlage |
|      | Unbenannte Brücke                       | Soyhières – Courroux |      | Strassenbrücke (zweispurig)                                                   | Balkenbrücke   | Beton    | 25         | 390          | Höchstgeschwindigkeit 40 km/h Veloland-Route 23 Basel–Franches-Montagnes (Etappe 1 Basel–Delémont) Die hydrometrische Messstation Birse - Soyhières, Bois du Treuil (2478) vom Bundesamt für Umwelt (BAFU) befindet sich 300 m flussabwärts auf der rechten Flussseite.                               |
|      | SBB-Brücke                              | Soyhières            |      | Eisenbahnbrücke (eingleisig)                                                  | Balkenbrücke   | Beton    | 44         | 388          | Höchstgeschwindigkeit 105 km/h Bahnstrecke Basel–Biel, eröffnet 1876 |
|      | Unbenannte Brücke                       | Soyhières            |      | Strassenbrücke (zweispurig)                                                   | Balkenbrücke   | Beton    | 40         | 387          | Höchstgeschwindigkeit 40 km/h |
|      | Les Riedes-Dessus-Brücke («Pont Rouge») | Soyhières            |      | Strassenbrücke (einspurig)                                                    | Bogenbrücke    | Stahl    | 35         | 384          | Eröffnet 2013, ersetzte Brücke von 1952 Höchstgeschwindigkeit 40 km/h |

### Laufental
44 Brücken und Stege überspannen den Fluss von Liesberg bis Duggingen.
| Bild | Name                                                  | Ort                   | Lage | Funktion                                                        | Konstruktion    | Material   | Länge in m | Höhe m ü. M. | Bemerkungen |
| ---- | ----------------------------------------------------- | --------------------- | ---- | --------------------------------------------------------------- | --------------- | ---------- | ---------- | ------------ | --- |
|      | Riederwald-Brücke                                     | Liesberg              |      | Strassenbrücke (einspurig) mit Rohrleitung an der Brückenseite  | Balkenbrücke    | Beton      | 40         | 381          | Gebaut 2015/16, ersetzte Bogenbrücke von 1925 Höchstgeschwindigkeit 50 km/h Wanderweg |
|      | Birsweg-Brücke                                        | Liesberg              |      | Strassenbrücke (zweispurig) mit abgetrenntem Fussgängersteg     | Bogenbrücke     | Stahl      | 44         | 380          | Höchstgeschwindigkeit 50 km/h |
|      | Industriestrasse-Brücke                               | Liesberg              |      | Strassenbrücke (einspurig) mit Trottoirs                        | Balkenbrücke    | Beton      | 39         | 377          | In 2017 entschied die Gemeindeversammlung Liesberg, die Birsbrücke aus den 1960er-Jahren im Rahmen von Hochwasserschutzmassnahmen abzureissen. Verbot für Lastwagen: Land- und Forstwirtschaft gestattet Höchstgeschwindigkeit 60 km/h Veloland-Route 23 Basel–Franches-Montagnes (Etappe 1 Basel–Delémont) Wanderweg |
|      | Unbenannte Brücke                                     | Liesberg              |      | Strassenbrücke (einspurig)                                      | Balkenbrücke    | Holz Stein | 20         | 376          | Ehemalige Brücke von 1798, zur Hälfte aus Holz, zur Hälfte aus Stein gefertigt, stürzte 1935 angeblich ein. |
|      | Bahnhofplatz-Brücke                                   | Liesberg              |      | Strassenbrücke (zweispurig)                                     | Bogenbrücke     | Beton      | 30         | 376          | Gebaut 1911 von Gribi u. Cie. Burgdorf Höchstgeschwindigkeit 60 km/h Zufahrt zum Bahnhof Liesberg (Haltestelle stillgelegt) |
|      | Unbenannte Brücke                                     | Liesberg              |      | Eisenbahnbrücke (eingleisig)                                    | Balkenbrücke    | Beton      | 43         | 375          | Stillgelegte Stahlbetonbrücke, gebaut 1935 von Robert Maillart Die Brücke verband die Gleiseanlagen der Zementfabrik jenseits der Birs mit dem Bahnnetz, der Zugang zur Brücke ist heute zugewachsen. Kantonales Kulturgut, KGS-Nr. 12148 |
|      | Unbenannter Steg                                      | Liesberg – Bärschwil  |      | Fussgängerbrücke                                                | Fachwerkbrücke  | Stahl      | 27         | 375          | Erhaltenswerte Eisenfachwerkbrücke, gebaut 1908 Übergang ist nicht mehr passierbar. Interkantonale Brücke (Kantonsgrenze Basel-Landschaft – Solothurn) |
|      | Unbenannte Brücke                                     | Liesberg – Bärschwil  |      | Strassenbrücke (zweispurig)                                     | Balkenbrücke    | Beton      | 26         | 375          | Private Brücke, gebaut von Heinz Hossdorf Verbot für Lastwagen Höchstgeschwindigkeit 20 km/h, Höchstgewicht 7,5 t Unbefugten Zutritt verboten Interkantonale Brücke (Kantonsgrenze Basel-Landschaft – Solothurn) |
|      | Baselstrasse-Brücke                                   | Liesberg – Bärschwil  |      | Strassenbrücke (zweispurig) mit Trottoir                        | Balkenbrücke    | Beton      | 30         | 374          | Erhaltenswerte Spannbetonbrücke, gebaut 1961–1963 von Heinz Hossdorf Höchstgeschwindigkeit 60 km/h Zufahrt zum Restaurant Little Nashville Interkantonale Brücke (Kantonsgrenze Basel-Landschaft – Solothurn) Nördlich befindet sich das national geschützte Amphibienlaichgebiet Steingrube Bohlberg. |
|      | SBB-Brücke                                            | Liesberg – Bärschwil  |      | Eisenbahnbrücke (eingleisig)                                    | Fachwerkbrücke  | Stahl      | 30         | 374          | Eisenfachwerkbrücke mit Halbparabelträgern, gebaut 1892 Höchstgeschwindigkeit 105 km/h Bahnstrecke Basel–Delémont, eröffnet 1875 Interkantonale Brücke (Kantonsgrenze Basel-Landschaft – Solothurn) |
|      | SBB-Brücke                                            | Laufen – Bärschwil    |      | Eisenbahnbrücke (eingleisig)                                    | Balkenbrücke    | Beton      | 40         | 366          | Höchstgeschwindigkeit 105 km/h Bahnstrecke Basel–Delémont, eröffnet 1875 Interkantonale Brücke (Kantonsgrenze Basel-Landschaft – Solothurn) |
|      | Birsbrücke Bärschwil («Schmelzibrugg»)                | Laufen – Bärschwil    |      | Strassenbrücke (zweispurig) mit abgetrenntem Trottoir           | Bogenbrücke     | Stahl      | 28         | 362          | Gebaut 1995/96, Vorgängerbrücken waren eine Stahlbetonbrücke von 1922 und die «Schmelzi» Holzbrücke von 1875. Höchstgeschwindigkeit 50 km/h Zufahrt zur Station Bärschwil (Haltestelle stillgelegt) Veloland-Route 23 Basel–Franches-Montagnes (Etappe 1 Basel–Delémont) und Route 348 Schwarzbubenland-Route (Passwang Beinwil Neuhüsli–Kleinlützel) Wanderweg Interkantonale Brücke (Kantonsgrenze Basel-Landschaft – Solothurn) |
|      | Unbenannter Steg                                      | Laufen                |      | Wehrbrücke                                                      | Balkenbrücke    | Stahl      | 40         | 354          | Private Brücke des Kraftwerks Juramill. Kein Durchgang: Betreten der Wehranlage verboten, bei Unfällen wird jede Haftung abgelehnt. |
|      | Unbenannte Brücke                                     | Laufen                |      | Strassenbrücke (einspurig) mit schmalen Trottoirs               | Balkenbrücke    | Beton      | 40         | 354          | Höchstgeschwindigkeit 60 km/h |
|      | Werkleitungs-Brücke                                   | Laufen                |      | Rohrleitungsbrücke                                              | Balkenbrücke    | Stahl      | 20         | 353          | Brücke mit abschliessbarem Tor, im Rahmen von Hochwasserschutzmassnahmen wird die Brücke angehoben. |
|      | Wasserfall-Steg (Portlandstrasse)                     | Laufen                |      | Fussgänger- und Velobrücke                                      | Balkenbrücke    | Beton      | 40         | 350          | Gebaut 1963, im Rahmen von Hochwasserschutzmassnahmen wird die Brücke angehoben und der Mittelpfeiler entfernt. Fahrverbot für Motorwagen, Motorräder und Motorfahrräder Wanderland-Route 80 ViaJura (Etappe 3 Laufen–Delémont) |
|      | Bahnhofstrasse-Brücke («Vorstadtbrücke»)              | Laufen                |      | Strassenbrücke (zweispurig) mit Trottoirs 267                   | Bogenbrücke     | Stein      | 30         | 347          | Erhaltenswerte Steinbogenbrücke, gebaut 1928/29 von Alban Gerster, ersetzte Eisenbrücke von 1886. Auf dem Brückengeländer sind das Wappen von Laufen und die Jahreszahl «1929» eingraviert. Unterhalb des Laufens führte seit jeher eine Brücke über die Birs, von 1689 bis 1885 war es eine gedeckte Holzbrücke. Höchstgeschwindigkeit 50 km/h Mountainbike-Route 3 Jura Bike (Etappe 1 Basel–Laufen) Wanderland-Route 80 ViaJura (Etappe 2 Aesch (BL)–Laufen) PostAuto-Buslinien 69 (Flüh – Metzerlen – Rodersdorf – Laufen), 112 (Laufen – Röschenz – Kleinlützel – Roggenburg), 118 (Laufen – Liesberg) und 119 (Laufen – Dittingen – Blauen – Zwingen – Nenzlingen) |
|      | Nau-Brücke                                            | Laufen                |      | Strassenbrücke (zweispurig) mit Trottoirs                       | Balkenbrücke    | Beton      | 40         | 346          | Im Rahmen von Hochwasserschutzmassnahmen wird die Brücke am bestehenden Standort ersetzt und verlängert. Höchstgeschwindigkeit 50 km/h Wanderland-Route 80 ViaJura (Etappe 2 Aesch (BL)–Laufen) |
|      | Unbenannter Steg                                      | Laufen                |      | Fussgängerbrücke mit Rohrleitungen an der Brückenseite          | Fachwerkbrücke  | Stahl      | 30         | 345          | Brücke mit Holzsteg und rotem Stahlgeländer, im Rahmen von Hochwasserschutzmassnahmen wird die Brücke ersetzt und verlängert. Allgemeines Fahrverbot |
|      | Neumatt-Brücke (Feuerwehrweg)                         | Laufen                |      | Strassenbrücke (zweispurig)                                     | Balkenbrücke    | Beton      | 32         | 344          | Gebaut 2014 Allgemeines Fahrverbot: Zubringerdienst gestattet Verbot für Fussgänger: Privat Höchstgeschwindigkeit 50 km/h Zufahrt zur Stützpunktfeuerwehr Laufental |
|      | Ried-Brücke (Neumattweg)                              | Dittingen             |      | Strassenbrücke (zweispurig) mit Rohrleitung an der Brückenseite | Balkenbrücke    | Beton      | 50         | 341          | Gebaut um 1949 von der Papierfabrik Laufen Höchstgeschwindigkeit 20 km/h Zubringerverkehr zur Industriezone Ried |
|      | Unbenannter Steg (über Birs-Industriekanal)           | Zwingen               |      | Wehrbrücke                                                      | Balkenbrücke    | Stahl      | 12         | 340          | Private Brücke mit abschliessbaren Metalltoren auf dem Areal des Kraftwerks Obermatt. |
|      | Jostenmattweg-Brücke (über Birs-Industriekanal)       | Zwingen               |      | Feldwegbrücke                                                   | Balkenbrücke    | Beton      | 14         | 340          | Private Brücke Höchstgeschwindigkeit 50 km/h, Höchstgewicht 28 t Hinweistafel am Brückengeländer: PRIVAT Fischen verboten |
|      | Obermattweg-Brücke (über Birs-Industriekanal)         | Zwingen               |      | Feldwegbrücke mit Stromleitungen an der Brückenseite            | Balkenbrücke    | Beton      | 20         | 340          | Höchstgeschwindigkeit 50 km/h, Höchstgewicht 8 t |
|      | Unbenannter Steg (über Birs-Industriekanal)           | Zwingen               |      | Werkbrücke mit Rohrleitungen an der Brückenseite                | Balkenbrücke    | Beton      | 20         | 340          | Private Brücke bei der Kraftwerkzentrale Obermatt. |
|      | Schlossgasse-Brücke (über Birs-Entlastungskanal West) | Zwingen               |      | Strassenbrücke (zweispurig) mit stillgelegtem Eisenbahngleis    | Bogenbrücke     | Stein      | 20         | 339          | Private Steinbogenbrücke Zufahrt zur ehemaligen Papierfabrik Zwingen (1913–2004) |
|      | Schloss-Brücke (über Birs-Entlastungskanal Ost)       | Zwingen               |      | Strassenbrücke (einspurig)                                      | Gedeckte Brücke | Holz       | 22         | 338          | Historische gedeckte Holzbrücke, gebaut 1689, mehrfach saniert (zuletzt 2001) Hier steht die einzige erhaltene historische Holzbrücke des Birstales. |
|      | Unbenannte Brücke                                     | Zwingen               |      | Eisenbahnbrücke (eingleisig)                                    | Balkenbrücke    | Stahl      | 55         | 337          | Stillgelegte Brücke der Papierfabrik Zwingen. Höchstgeschwindigkeit 10 km/h Hinweistafel: Brücke muss in der Mitte befahren werden Fabrikareal: Durchgang verboten |
|      | Ramstein-Brücke                                       | Zwingen               |      | Strassenbrücke (einspurig)                                      | Bogenbrücke     | Stein      | 12         | 336          | Erhaltenswerte Steinbogenbrücke mit gepflasterter Fahrbahn, gebaut 1766 Kantonales Kulturgut, KGS-Nr. 1548 |
|      | Zwingner Birsbrücke (Hinterfeldstrasse)               | Zwingen               |      | Strassenbrücke (zweispurig) mit Trottoirs und Velostreifen 253  | Balkenbrücke    | Beton      | 30         | 334          | Gebaut 2010/11, eröffnet September 2012, alte Brücke von 1960, rund 50 Meter flussaufwärts, wurde 2012/13 abgebrochen. Auf dem Brückengeländer ist die Jahreszahl «2011» angebracht. Höchstgeschwindigkeit 50 km/h Veloland-Route 23 Basel–Franches-Montagnes (Etappe 1 Basel–Delémont) Wanderland-Route 32 ViaSurprise (Etappe 5 Zwingen–Mariastein) und Route 80 ViaJura (Etappe 2 Aesch (BL)–Laufen) PostAuto-Buslinie 119 (Laufen – Dittingen – Blauen – Zwingen – Nenzlingen) |
|      | Sprengenfeld-Brücke                                   | Zwingen               |      | Fussgänger- und Velobrücke                                      | Bogenbrücke     | Stahl      | 44         | 332          | Gebaut 2020, ersetzte Betonbalkenbrücke Die Brücke verbindet den Weidenweg mit dem Areal der Primarschule. Verbot für Tiere (Pferd) Gemeinsamer Rad- und Fussweg Höchstgewicht 7,5 t Veloland-Route 23 Basel–Franches-Montagnes (Etappe 1 Basel–Delémont) Hinweistafel: Hunde sind an der Leine zu führen |
|      | Unbenannter Steg                                      | Zwingen – Brislach    |      | Wehrbrücke                                                      | Hängebrücke     | Stahl      | 25         | 329          | Private Stahlhängebrücke des Kraftwerks Nenzlingermatten, gebaut 1942 Unbefugten ist das Betreten der Hängebrücke streng verboten! Maximal zulässige Belastung: 500 kg Die Brücke befindet sich im national geschützten Auengebiet Zwingen-Brislach. |
|      | Unbenannter Steg (über Birskanal)                     | Nenzlingen            |      | Wehrbrücke                                                      | Balkenbrücke    | Stahl      | 10         | 329          | Private Brücke des Kraftwerks Nenzlingen. Zutritt für Unberechtigte verboten! Die Brücke befindet sich im national geschützten Auengebiet Zwingen-Brislach. |
|      | Obere Chessiloch-Brücke                               | Nenzlingen – Brislach |      | Eisenbahnbrücke (eingleisig)                                    | Bogenbrücke     | Stein      | 91         | 325          | Gebaut 1925/26, ersetzte Eisenbrücke von 1874, erbaut nach Plänen von Ingenieur A. G. Eiffel Höchstgeschwindigkeit 100 km/h Bahnstrecke Basel–Delémont, eröffnet 1875 |
|      | Untere Chessiloch-Brücke                              | Grellingen            |      | Eisenbahnbrücke (eingleisig)                                    | Bogenbrücke     | Stein      | 100        | 325          | Gebaut 1925/26, ersetzte Eisenbrücke von 1874, erbaut nach Plänen von Ingenieur A. G. Eiffel Höchstgeschwindigkeit 100 km/h Bahnstrecke Basel–Delémont, eröffnet 1875 |
|      | Unbenannter Steg                                      | Grellingen            |      | Wehrbrücke                                                      | Balkenbrücke    | Stahl      | 15         | 317          | Private Brücke des Kraftwerks Moos. |
|      | Unterer Moosweg-Steg                                  | Grellingen            |      | Fussgängerbrücke                                                | Balkenbrücke    | Beton      | 45         | 316          | Allgemeines Fahrverbot Wanderweg |
|      | Unbenannte Brücke                                     | Grellingen            |      | Fussgängerbrücke                                                | Balkenbrücke    | Beton      | 24         | 316          | Gebaut 1983, ersetzte Eisensteg von 1877 Allgemeines Fahrverbot |
|      | Bahnhofstrasse-Brücke                                 | Grellingen            |      | Strassenbrücke (zweispurig) mit Trottoirs                       | Balkenbrücke    | Beton      | 40         | 316          | Gebaut 1950, ersetzte Brücke von 1875 Die Brücke steht unter dem auf einer Tafel angebrachten Motto: «Bauen wir Brücken von Land zu Land, von Mensch zu Mensch, von und zu Gott» Höchstgeschwindigkeit 50 km/h Veloland-Route 23 Basel–Franches-Montagnes (Etappe 1 Basel–Delémont) Wanderweg |
|      | Unbenannter Steg (über Birskanal)                     | Grellingen            |      | Fussgängerbrücke mit Rohrleitung an der Brückenseite            | Balkenbrücke    | Beton      | 5          | 307          | Verbot für Fussgänger: Privat, Zutritt für Unberechtigte verboten Übergang des Kraftwerks Büttenen. |
|      | Unbenannter Steg                                      | Grellingen            |      | Fussgängerbrücke mit Rohrleitungen an den Brückenseiten         | Fachwerkbrücke  | Stahl      | 15         | 307          | Brücke mit Holzsteg Fussweg zur ehemaligen Papierfabrik Ziegler (1861–2016) Verbot für Fussgänger: Privat, Zutritt für Unberechtigte verboten |
|      | Rohrleitungs-Brücke                                   | Grellingen            |      | Rohrleitungsbrücke                                              | Balkenbrücke    | Stahl      | 15         | 307          | Übergang auf dem Ziegler Areal. |
|      | Liebmatt-Steg (Gillmattenweg)                         | Duggingen             |      | Fussgängerbrücke                                                | Fachwerkbrücke  | Stahl      | 42         | 302          | Wanderweg Metallpoller dienen als Durchfahrtssperre. |
|      | Unbenannter Steg                                      | Duggingen             |      | Fussgängerbrücke                                                | Fachwerkbrücke  | Stahl      | 30         | 300          | Grün gestrichene Parallelfachwerkbrücke mit Holzsteg |
|      | Birsbrücke Angenstein                                 | Duggingen             |      | Strassenbrücke (zweispurig)                                     | Bogenbrücke     | Stein      | 28         | 295          | Erhaltenswerte Steinbogenbrücke, gebaut 1819, umfassend saniert 2002/03 Höchstgeschwindigkeit 50 km/h |

### Birseck
36 Brücken und Stege überspannen den Fluss von Aesch bis zur Birsmündung.
| Bild | Name                                      | Ort                        | Lage | Funktion | Konstruktion     | Material | Länge in m | Höhe m ü. M. | Bemerkungen |
| ---- | ----------------------------------------- | -------------------------- | ---- | --- | ---------------- | -------- | ---------- | ------------ | --- |
|      | Bahnhof-Brücke                            | Aesch                      |      | Strassenbrücke (zweispurig) mit Trottoirs und Rohrleitungen unterhalb der Fahrbahn                                                                                                 | Balkenbrücke     | Beton    | 70         | 293          | Ersetzte Eisenkonstruktion aus dem 19. Jh., die 1952/53 abgebrochen wurde Höchstgeschwindigkeit 50 km/h Veloland-Route 97 Dreiland-Radweg (Etappe 1 Liestal–Rodersdorf) |
|      | Gashochdruck-Brücke                       | Aesch                      |      | Rohrleitungsbrücke mit Werksteg | Bogenbrücke      | Stahl    | 52         | 292          | Erdgasleitungen des Gasverbunds Mittelland AG überqueren die Birs über diese Bogenbrücke Hinweistafel: Unbefugten ist der Zutritt untersagt |
|      | Metallwerk-Steg (Weidenring)              | Aesch – Dornach            |      | Fussgänger- und Velobrücke | Bogenbrücke      | Holz     | 40         | 290          | Eröffnet 2003, ersetzte Stahlkonstruktion von 1919 Interkantonale Brücke (Kantonsgrenze Basel-Landschaft – Solothurn) |
|      | Gempenring-Brücke                         | Aesch – Dornach            |      | Fussgängerbrücke | Balkenbrücke     | Beton    | 35         | 288          | Allgemeines Fahrverbot Interkantonale Brücke (Kantonsgrenze Basel-Landschaft – Solothurn) |
|      | Nepomuk-Brücke                            | Aesch/Reinach – Dornach    |      | Fussgängerbrücke | Bogenbrücke      | Stein    | 39         | 287          | Gebaut 1823, ersetzte Brücke, die am 13. Juli 1813 wegen starken Regenfällen einstürzte und 37 Menschenleben forderte Allgemeines Fahrverbot Auf dem westlichen Joch steht eine Statue-Kopie des Brückenheiligen Nepomuk von Jean Hutter, das Original steht seit 1939 im Dornacher Heimatmuseum. Kantonales Kulturgut: KGS-Nr. 4529 (Kanton Solothurn), KGS-Nr. 13950 (Kanton Basel-Landschaft) Wanderland-Route 32 ViaSurprise (Etappe 6 Mariastein–Dornach) Interkantonale Brücke (Kantonsgrenze Basel-Landschaft – Solothurn)                                                                                          |
|      | Unbenannter Steg                          | Reinach – Dornach          |      | Wehrbrücke | Balkenbrücke     | Stahl    | 35         | 287          | Private Brücke des Kraftwerks Dornachbrugg, gebaut 1996 BLT-Buslinien 62 (Dornach – Reinach BL – Therwil – Biel-Benken) und 64 (Dornach – Therwil – Oberwil BL – Allschwil – Basel) Interkantonale Brücke (Kantonsgrenze Basel-Landschaft – Solothurn) |
|      | Bruggstrasse-Brücke                       | Reinach – Dornach          |      | Strassenbrücke (zweispurig) mit Trottoirs und Velostreifen 273 | Balkenbrücke     | Beton    | 72         | 287          | Eröffnet 1957 Höchstgeschwindigkeit 50 km/h Hinweistafel am Brückengeländer: Plakate anbringen verboten Interkantonale Brücke (Kantonsgrenze Basel-Landschaft – Solothurn) |
|      | Unbenannter Steg (über Birs-Gewerbekanal) | Arlesheim                  |      | Fussgängerbrücke | Balkenbrücke     | Stahl    | 7          | 282          | Wehrsteg mit Gitterrostboden Die ehemalige Florettspinnerei Schappe wurde zur ersten Fabrik im 1833 gegründeten Kanton Basel-Landschaft. |
|      | Unbenannter Steg                          | Reinach                    |      | Fussgänger- und Velobrücke | Balkenbrücke     | Beton    | 56         | 275          | Brücke mit Metallgeländer Fahrverbot für Motorwagen, Motorräder und Motorfahrräder Vorschriftssignal: Verbot für Hunde |
|      | In der Heid-Brücke                        | Reinach – Arlesheim        |      | Strassenbrücke (einspurig) mit Trottoir und Rohrleitungen an der Brückenseite | Balkenbrücke     | Beton    | 50         | 271          | Fahrverbot für Motorwagen und Motorräder: Ausgenommen Landwirtschaftlicher Verkehr |
|      | Unbenannter Steg                          | Münchenstein – Arlesheim   |      | Fussgängerbrücke | Balkenbrücke     | Beton    | 53         | 270          | Brücke mit Holzgeländer Allgemeines Fahrverbot Verbot für Tiere (Pferd) |
|      | Sundgauer-Viadukt                         | Münchenstein – Arlesheim   |      | Strassenbrücke (dreispurig) mit Trottoir, einspurig Fahrtrichtung Arlesheim, zweispurig Fahrtrichtung Reinach, mit Abzweigspur zur Autobahnzufahrt A18 Reinach-Nord nach Basel 314 | Balkenbrücke     | Beton    | 570        | 270          | Plattenbalkenbrücke, gebaut 1983–1985 Höchstgeschwindigkeit 60 km/h |
|      | Heiligholzstrasse-Brücke                  | Münchenstein               |      | Strassenbrücke (zweispurig) mit Trottoir | Balkenbrücke     | Beton    | 70         | 269          | Höchstgeschwindigkeit 50 km/h BLT-Buslinie 37 (Dornach – Arlesheim – Münchenstein – Basel St. Jakob – Aeschenplatz) BLT-Tramlinie 10 (Rodersdorf – Basel Bahnhof SBB – Dornach) |
|      | Heiligholz-Brücke                         | Münchenstein               |      | Fussgängerbrücke | Gedeckte Brücke  | Holz     | 42         | 269          | Gedeckte Holzbrücke, gebaut 1915 durch Sappeureinheiten an Stelle eines nicht mehr benützbaren Stegs Wanderweg |
|      | Unbenannter Steg                          | Münchenstein               |      | Fussgänger- und Velobrücke | Balkenbrücke     | Beton    | 33         | 268          | Der Birsübergang bei der Hofmatt hat sämtliche Stadien der Brückenbau-Technik durchlebt: Die ursprüngliche Holzkonstruktion wandelte sich im 19. Jh. zu einer Eisen- und im 20. Jh. zu einer Betonkonstruktion. Wanderland-Route 67 Dreiland-Wanderweg (Etappe 1 Basel, Schifflände–Riehen, Hörnli) und Route 80 ViaJura (Etappe 1 Basel–Aesch (BL)) |
|      | SBB-Brücken                               | Münchenstein               |      | Eisenbahnbrücken (eingleisig) | Fachwerkbrücke   | Stahl    | 44/46      | 267          | Zwei Stahlfachwerkbrücken, ersetzten Brücken von 1875, die beim Eisenbahnunfall 1891 einstürzten. Höchstgeschwindigkeit 120 km/h Bahnstrecke Basel–Delémont, eröffnet 1875 |
|      | BLT-Brücke                                | Münchenstein               |      | Trambrücke (zweigleisig) | Balkenbrücke     | Beton    | 125        | 267          | Gebaut 1922, ersetzte enge, eingleisige Birsbrücke, die von Tram und Autos gemeinsam benutzt wurde. BLT-Tramlinie 10: Dornach Bahnhof–Ettingen Bahnhof (‑Rodersdorf Station), eröffnet 1902 |
|      | Bruckgut-Brücke (Baselstrasse)            | Münchenstein               |      | Strassenbrücke (zweispurig) mit Trottoirs und Velostreifen 273 | Balkenbrücke     | Beton    | 50         | 267          | Ersetzte Eisenkonstruktion aus dem 19. Jh. Brücken überspannten im Bruckgut die Birs schon seit dem 17. Jh. Höchstgeschwindigkeit 80 km/h Die hydrometrische Messstation Birs - Münchenstein, Hofmatt (2106) vom Bundesamt für Umwelt (BAFU) befindet sich flussaufwärts auf der linken Flussseite. |
|      | Birsbrücke Rüttihard (A18-Autobahn)       | Münchenstein – Muttenz     |      | Autobahnbrücke (vierspurig) | Balkenbrücke     | Beton    | 300        | 267          | Eröffnet 1982 Höchstgeschwindigkeit 100 km/h |
|      | Rüttihard-Brücke (Neue Welt-Brücke)       | Münchenstein – Muttenz     |      | Strassenbrücke (einspurig) mit Trottoirs | Gedeckte Brücke  | Holz     | 32         | 257          | Gedeckte Holzbrücke, gebaut 1947 von Sappeureinheiten, ersetzte offene Holzbrücke von 1915 Der Birsübergang Neue Welt existierte wahrscheinlich schon 1657 als Steg, 1880 finden wir ihn als Brücke eingezeichnet. Fahrverbot für Motorwagen und Motorräder Höchstgeschwindigkeit Schritttempo, Höchstgewicht 5 t Veloland-Route 2 Rhein-Route (Etappe 9 Rheinfelden–Basel), Route 3 Nord-Süd-Route (Etappe 1 Basel–Aarau) und Route 23 Basel–Franches-Montagnes (Etappe 1 Basel–Delémont) Wanderland-Route 67 Dreiland-Wanderweg (Etappe 1 Basel, Schifflände–Riehen, Hörnli) und Route 80 ViaJura (Etappe 1 Basel–Aesch) |
|      | Bruderholzstrasse-Brücke                  | Münchenstein – Muttenz     |      | Strassenbrücke (vierspurig) mit Mittelleitplanke 305 | Balkenbrücke     | Beton    | 120        | 256          | Verbot für Fahrräder und Motorfahrräder Verbot für Fussgänger Höchstgeschwindigkeit 60 km/h BLT-Buslinie 60 (Biel-Benken – Münchenstein – Muttenz) |
|      | Unbenannte Brücke                         | Münchenstein – Muttenz     |      | Fussgänger- und Velobrücke | Balkenbrücke     | Beton    | 32         | 255          | Fahrverbot für Motorwagen und Motorräder: Wegfahrt für Pferde-, Material- und Warentransporte über 5 t gestattet |
|      | Unbenannte Brücke                         | Münchenstein – Muttenz     |      | Fussgänger- und Velobrücke | Balkenbrücke     | Beton    | 40         | 255          | |
|      | St. Jakob-Brücke                          | Münchenstein – Muttenz     |      | Strassenbrücke (einspurig) mit Trottoir | Balkenbrücke     | Beton    | 50         | 254          | Höchstgewicht 16 t Wanderweg BLT-Buslinie 47 (Bottmingen – Basel St. Jakob – Muttenz) |
|      | BLT-Brücke                                | Basel-St. Alban – Muttenz  |      | Trambrücke (zweigleisig) | Balkenbrücke     | Beton    | 55         | 254          | Gebaut 1951, ersetzte Brücke von 1926 BVB-Tramlinie 14: Dreirosenbrücke–Pratteln Interkantonale Brücke (Kantonsgrenze Basel-Stadt – Basel-Landschaft) |
|      | Birsbrücke Muttenz                        | Basel-St. Alban – Muttenz  |      | Strassen- und Trambrücke (ehemalig) | Bogenbrücke      | Stahl    | 40         | 254          | Eisenbogenbrücke, gebaut 1921, abgebrochen 1950 Interkantonale Brücke (Kantonsgrenze Basel-Stadt – Basel-Landschaft) |
|      | Birsbrücke St. Jakob (St. Jakobstrasse)   | Basel-St. Alban – Muttenz  |      | Strassenbrücke (vierspurig) mit Trottoirs | Balkenbrücke     | Beton    | 55         | 254          | Eröffnet 1951 Höchstgeschwindigkeit 60 km/h Interkantonale Brücke (Kantonsgrenze Basel-Stadt – Basel-Landschaft) |
|      | SBB-Brücken St. Jakob                     | Basel-St. Alban – Muttenz  |      | Eisenbahnbrücken (eine fünfgleisige und zwei zweigleisige) | Balkenbrücke     | Beton    | 110        | 254          | Chronologie der Eisenbahnbrücken von St. Jakob: 1854 Bau einer Eisenfachwerkbrücke (1937 abgebrochen), 1930 Bau einer zweiten Brücke (Verbindungsbahnlinie vom Wolfbahnhof zum Muttenzer Rangierbahnhof), 1935–1937 Ersatz für erste Brücke (Personenverkehr), 1960 Bau einer dritten Brücke (Güterverkehr) Die Brücken überqueren auch die Birsstrasse in Basel und die Birseckstrasse (Hauptstrasse 305) in Muttenz. Interkantonale Brücke (Kantonsgrenze Basel-Stadt – Basel-Landschaft) |
|      | A2-Brücke St. Jakob                       | Basel – Muttenz/Birsfelden |      | Autobahnbrücke (sechsspurig) | Hohlkastenbrücke | Beton    | 350        | 254          | Der Autobahnabschnitt Basel–Augst wurde 1969 eröffnet. Höchstgeschwindigkeit 80 km/h Die Brücke überquert auch die Birsstrasse in Basel und die Birseckstrasse (Hauptstrasse 305) in Muttenz und Birsfelden. Interkantonale Brücke (Kantonsgrenze Basel-Stadt – Basel-Landschaft) |
|      | Unbenannte Brücke                         | Basel-Breite – Birsfelden  |      | Strassenbrücke (zweispurige Einbahnstrasse) | Balkenbrücke     | Beton    | 90         | 254          | Autobahn A2-Ausfahrt 6 Basel-St. Jakob Höchstgeschwindigkeit 60 km/h Die Brücke überquert auch die Birsstrasse in Basel und die Birseckstrasse (Hauptstrasse 305) in Birsfelden. Interkantonale Brücke (Kantonsgrenze Basel-Stadt – Basel-Landschaft) |
|      | Reding-Brücke («De Bary-Steg»)            | Basel-Breite – Birsfelden  |      | Strassenbrücke (dreispurig) mit Trottoirs, zweispurig Fahrtrichtung Birsfelden, einspurig Fahrtrichtung Basel                                                                      | Balkenbrücke     | Beton    | 55         | 252          | Gebaut 1975/76, die Vorgängerbrücke von 1933 ersetzte den wenig flussaufwärts gelegenen De Bary-Steg von 1856 Höchstgeschwindigkeit 50 km/h Der Birsstrasse-Brunnen mit «Mädchen mit Katze» Skulptur von Rosa Bratteler schmückt die Brücke auf der linken Flussseite. Interkantonale Brücke (Kantonsgrenze Basel-Stadt – Basel-Landschaft) |
|      | Birs-Steg                                 | Basel-Breite – Birsfelden  |      | Fussgänger- und Velobrücke | Balkenbrücke     | Beton    | 60         | 250          | Gebaut 1934 Fussweg: Velos gestattet Metallpoller dienen als Durchfahrtssperre. Interkantonale Brücke (Kantonsgrenze Basel-Stadt – Basel-Landschaft) |
|      | Hauptstrasse-Brücke (Zürcherstrasse)      | Basel-Breite – Birsfelden  |      | Strassenbrücke (dreispurig) mit Trottoirs und zwei Tramgeleisen in der Brückenmitte, zweispurig Fahrtrichtung Birsfelden, einspurig Fahrtrichtung Basel                            | Bogenbrücke      | Stahl    | 40         | 249          | Gebaut 1932, ersetzte eiserne Gitterkonstruktion von 1883, die 1933 auf Rollen flussaufwärts verschoben wurde und als Redingbrücke noch bis 1975 ihren Dienst leistete Höchstgeschwindigkeit 50 km/h BLT-Buslinien 80 (Liestal – Pratteln – Basel Aeschenplatz) und 81 (Liestal – Augst – Basel Aeschenplatz) BLT-Tramlinie 3 (Birsfelden Hard – Basel Burgfelderhof – St-Louis Gare de Saint-Louis) Interkantonale Brücke (Kantonsgrenze Basel-Stadt – Basel-Landschaft) |
|      | Birskopf-Steg                             | Basel-Breite – Birsfelden  |      | Fussgänger- und Velobrücke | Bogenbrücke      | Stahl    | 76         | 246          | Gebaut 2011/12, ersetzte erste Schrägseilbrücke der Schweiz von 1963 Die Brücke liegt unmittelbar an der Mündung der Birs, zwischen der Grünanlage «Birskopf» auf der Basler Seite und dem sogenannten «Birsfelder Rheinpark» Wanderland-Route 7 Via Gottardo (Etappe 1 Basel–Liestal), Route 60 ViaRhenana (Etappe 10 Rheinfelden–Basel) und Route 67 Dreiland-Wanderweg (Etappe 1 Basel, Schifflände–Riehen, Hörnli) Interkantonale Brücke (Kantonsgrenze Basel-Stadt – Basel-Landschaft) |